# Varazdat Lalayan
Varazdat Lalayan (Gyumri, 1º maggio 1999) è un sollevatore armeno.

## Palmarès

### Olimpiadi
- 1 medaglia:
  - 1 argento (Parigi 2024 nei +102 kg.).